# البيئة وصرف مياه الصابورة

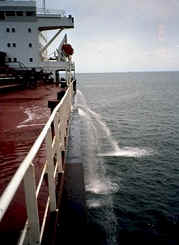
سفينة شحن تقوم بتفريغ مياه الصابورة في البحر.

يمكن لتصريف المياه من الصابورة من قبل السفن أن يؤدي إلى آثار سلبية على البيئة البحرية. يخضع صرف مياه الصابورة والرواسب من السفن عالميًا باتفاقية إدارة مياه الصابورة منذ دخوله حيز التنفيذ في سبتمبر 2017. يتحكم به أيضًا من خلال تشريعات وطنية للدول قد تكون منفصلة عن الاتفاقية، كما هو الحال في الولايات المتحدة.
تستخدم سفن الرحلات والناقلات الكبيرة وسفن الشحن الكبيرة كميات ضخمة من مياه الصابورة، تؤخذ غالبًا من المياه الساحلية في منطقة أخرى بعد إطلاق السفن لمياه الصرف أو وضع حمولاتها، وتطلق في الميناء التالي حيثما تحمل شحنة إضافية. يحتوي صرف مياه الصابورة عادةً على عدة أنواع من المواد الحيوية، من بينها نباتات وحيوانات وفيروسات وجراثيم. غالبًا ما تشمل هذه المواد أنواع غير محلية، ومزعجة بيئيًا، وأنواع غريبة عن البيئة التي توضع فيها ما قد يسبب أضرارًا كبيرة بيئيًا واقتصاديًا على الأنظمة البيئية المائية، بالإضافة إلى مشاكل خطيرة على الصحة البشرية تشمل الوفاة.

## أنواع إشكالية
هناك مئات من الكائنات العضوية المحمولة في مياه الصابورة تسبب آثارًا بيئية إشكالية خارج حدود مكانها الطبيعي. تحدد المنظمة البحرية الدولية أكثر عشرة أنواع غير مرغوبة بما يلي:
- الكوليرا فيبريو كوليراي (سلالات عديدة)
- برغوث الماء مضاعف الدرقة سيركوباغيس بينغوي
- سرطان القفاز إريوتشير سيننسيس
- الطحالب السامة (الحمراء والبنية والخضراء) (أنواع متعددة)
- سمك القوبيون المستدير نيوغوبيوس ميلانوستوموس
- قنديل البحر الأمريكي الشمالي منيميوبسيس لايديي
- نجم بحر شمال المحيط الهادي أستيرياس أمورنسيس
- بلح البحر المخطط دريسينا بوليمورفا
- الطحلب الآسيوي أونداريا بيناتيفيدا
- السرطان الأخضر الأوروبي كارسينوس مايناس

وتشمل الأنواع الإشكالية الأخرى:
- برغوث الماء الفقري بايثوتريفيس لونغيمانوس

## مؤتمر المنظمة البحرية الدولية
ردًا على المخاوف المتنامية عن الأثر البيئي لصرف مياه الصابورة، تبنت المنظمة البحرية الدولية في 2004 «الاتفاقية الدولية للسيطرة على مياه صابورة السفن والرواسب وإدارتها» للسيطرة على الضرر البيئي الناتج عن مياه الصابورة. ستفرض الاتفاقية على كل السفن تطبيق «خطة إدارة لمياه الصابورة» تشمل سجلًا لمياه الصابورة وتنفيذ إجراءات إدارة مياه الصابورة وفق معايير محددة. تعطى توجيهات للإجراءات الإضافية.
تهدف الاتفاقية إلى تقليل الضرر الحاصل على البيئة من خلال:
- تخفيض أخذ الكائنات العضوية خلال التعبئة بالصابورة.
- تخفيض أخذ الرواسب خلال التعبئة بالصابورة.
- تبادل مياه الصابورة في البحر (يجب أن تكون السفينة على بعد 200 ميلًا بحريًا على الأقل عن الشاطئ وبعمق 200 مترًا على الأقل ويمكن أن تستخدم طريقة التدفق العابر أو الطريقة التسلسلية). يجب تبديل 95 بالمئة من إجمالي مياه الصابورة على الأقل.
- معالجة مياه الصابورة بالمؤثرات الكيميائية أو الميكانيكية (الأشعة فوق البنفسجية، المرشحات، نزع الأكسجين، التكهف، الأوزون، ...)

تشمل إجراءات السيطرة:
- شهادة دولية لإدارة مياه الصابورة
- خطة لإدارة مياه الصابورة
- سجل لمياه الصابورة

صودق على اتفاقية المنظمة البحرية الدولية في البداية من قبل عدد كافٍ من الدول ودخلت حيز التنفيذ في 8 سبتمبر 2017.